# Liste von nationalen Skisprungpokalen
Die Liste von nationalen Skisprungpokalen listet nationale Skisprungpokale und -serien.

## Europa
| Land        | Name                                      | Austragungsorte | Damen/Herren   | Sommer/Winter   |
| ----------- | ----------------------------------------- | --- | -------------- | --------------- |
| Deutschland | Deutschlandpokal                          | - Schonach im Schwarzwald - Rastbüchl - Oberwiesenthal - Ruhpolding - Oberstdorf - Hinterzarten - Berchtesgaden - Baiersbronn - Garmisch-Partenkirchen - Seefeld in Tirol (2014) | Herren         | Winter          |
| Finnland    | Finlandia Cup                             | - Rovaniemi - Kuusamo - Vuokatti - Lahti | Herren         | Sommer & Winter |
| Frankreich  | Grand Prix d’Ete                          | - Gérardmer - Chaux-Neuve - Les Rousses - Courchevel | Damen & Herren | Sommer          |
| Norwegen    | Norges Cup                                | - Raufoss - Vikersund - Odnes - Rena - Oslo - Sprova - Trondheim - Heddal - Vegårdshei - Mo i Rana - Voss - Molde - Bardu - Høydalsmo - Meldal - Lillehammer                     | Damen & Herren | Sommer & Winter |
| Norwegen    | Sommerhoppuke                             | - Drammen - Oslo - Lillehammer | Herren         | Sommer          |
| Österreich  | Austria Cup                               | - Ramsau am Dachstein - Hinzenbach - Seefeld in Tirol - Villach | Damen & Herren | Winter          |
| Polen       | Präsidenten-Cup (polnisch Puchar Prezesa) | - Wisła | Herren         | Sommer          |
| Slowenien   | Cockta Pokal                              | - Mislinja - Kranj | Damen & Herren | Sommer & Winter |